# Groupes sanguins dans la culture japonaise
 (janvier 2011).
Il existe au Japon une croyance populaire selon laquelle le groupe sanguin (血液型, ketsu eki gata) permet de prédire la personnalité, le caractère et la compatibilité d'un individu avec les autres. Cette croyance s'est exportée dans une certaine mesure dans d'autres pays d'Asie, comme en Corée du Sud ou Taïwan.
Au Japon, se renseigner sur le groupe sanguin d'une personne est considéré aussi banal que de s'enquérir du signe astrologique dans d'autres pays. Quand on lit une présentation d'une personnalité il y a presque toujours son groupe sanguin.
Bien que cette théorie soit dénoncée par de nombreux scientifiques comme étant une simple superstition, ceci n'a pas réduit la popularité du phénomène. Cette croyance a été amplifiée dans les années 1970 par un livre de Masahiko Nomi (en). Du fait de la rareté des personnes de rhésus négatif au Japon (environ 1 %), ce critère n'a aucune signification particulière.

## Origine
Au début du XXe siècle Karl Landsteiner, un scientifique autrichien, mit au point le premier système de classement des groupes sanguins. Des études ethniques montrèrent ensuite des différences géographiques dans la répartition de ces groupes, ainsi il y aurait un pourcentage plus élevé de groupes sanguins B chez les peuples asiatiques. Ce fait fut utilisé par les nazis pour appuyer l'idée de races dominantes.
En 1927, Takeji Furukawa, un professeur vivant à Tokyo, publia Étude du caractère selon le groupe sanguin. L'idée d'une influence du groupe sanguin sur le comportement se répandit rapidement dans le pays et le gouvernement de l'époque lança une enquête pour vérifier cette théorie. L'enquête n'aboutit à aucun résultat concluant. Dans une autre étude, Furukawa compara les répartitions de groupes sanguins chez deux groupes ethniques : les Formosans de Taïwan et les Aïnous du Nord-Est de l'Asie. L'objectif de cette étude était de « pénétrer l'essence des caractéristiques raciales des Taïwanais qui se sont révoltés récemment et comportés si cruellement ». En effet, après sa victoire contre la Chine en 1895, le Japon occupa Taïwan et essuya plusieurs insurrections des Taïwanais en 1930 et 1931 qui tuèrent des centaines de colons japonais. Furukawa expliqua le caractère rebelle des Formosans par le fort pourcentage de groupes sanguins O, en comparaison de la faible représentation de ce groupe chez les Aïnous présentés comme soumis par le professeur. En conclusion, Furukawa recommanda d'augmenter le métissage des Taïwanais avec les Japonais afin de diminuer la proportion d'individus de groupe sanguin O.
Dans les années 1930 et 1940, l'empire japonais, en pleine expansion militaire, s'est approprié la théorie des groupes sanguins pour entraîner de meilleurs soldats.
La mode des groupes sanguins disparut ensuite avant de revenir dans les années 1970 à la suite d'un livre de Masahiko Nomi (en), un journaliste sans lien avec le monde médical.

## Applications
Il existe au Japon des agences de rencontres basées sur les groupes sanguins, ainsi que des boissons ou encore des chewing-gums spéciaux pour chaque groupe.
Le groupe sanguin peut être un critère de recrutement dans certaines entreprises, ce qui est une pratique discriminatoire. Il peut aussi être utilisé dans le milieu sportif : ainsi, en 2008, l'équipe féminine de softball japonaise aurait utilisé cette théorie afin d'adapter l'entraînement aux différents membres de l'équipe. Il est aussi parfois sujet de harcèlement scolaire, on parle alors de bura-hara (ブラハラ), diminutif de blood-type harassment (ブラッドタイプ・ハラスメント, buraddo taipu harasumento).
La table suivante résumé les traits de caractères selon le groupe sanguin dans la culture japonaise[Selon qui ?].
|                 | Groupe A                                                                         | Groupe B                                                           | Groupe AB                                                                                          | Groupe O                                                                                  |
| --------------- | -------------------------------------------------------------------------------- | ------------------------------------------------------------------ | -------------------------------------------------------------------------------------------------- | ----------------------------------------------------------------------------------------- |
| Traits positifs | Sérieux, méticuleux, honnête, calme, responsable, gentil, organisé, timide, poli | Créatif, flexible, passionné, optimiste                            | Amical (mais timide), confiant (mais hésitant), soif de savoir, rationnel mais imaginatif, créatif | Ambitieux, passionné, généreux et autonome, leader, enthousiaste et optimiste, romantique |
| Traits négatifs | Têtu, anxieux, conservateur                                                      | Égoïste, irresponsable, imprévisible, rebelle, distrait, séducteur | Critique, indécis, étourdi, irresponsable, personnalité double                                     | Arrogant, froid, jaloux, brouillon                                                        |

## Culture

### Mangas
Dans de nombreux mangas, les fiches signalétiques des personnages donnent le groupe sanguin, même quand elles sont très brèves. Exemples : Negima!, Médaka Box ou The Promised Neverland.

### Jeux vidéo
Dans de nombreux jeux vidéo, le groupe sanguin est précisé pour donner une indication sur la personnalité de certains personnages. Par exemple, dans le jeu vidéo Resident Evil, Chris Redfield, un des héros, est du groupe O. Rebecca Chambers, une scientifique avec du sang froid, est du groupe AB. Tandis que Leon Scott Kennedy, le jeune policier innocent qui veut venir en aide aux plus faibles, a un groupe sanguin de type A.
Dans certains jeux vidéo, on peut même choisir le groupe sanguin d'un personnage à créer, ce qui influera sur ses statistiques et la jouabilité. On peut citer comme exemples Princess Maker ou Gungriffon (en).